# Nossa Senhora das Misericórdias
A Freguesia de Nossa Senhora das Misericórdias (Nossa Senhora da Misericórdia ou Nossa Senhora da Visitação) é uma freguesia portuguesa do Município de Ourém, com 42,35 km² de área e 4655 habitantes (censo de 2021), tendo, por isso, uma densidade populacional de 109,9 hab./km².
Até à elevação de Ourém a cidade, o nome desta freguesia era Ourém.
A povoação de Vilar dos Prazeres foi elevada a vila pela Lei n.º 25/2005 de 28 de janeiro de 2005.
A freguesia não escapou ilesa às aterradoras invasões francesas, nomeadamente a Terceira Invasão Francesa de 1810, vendo destruídos grande parte dos seus arquivos e colecções privadas. Apenas algumas casas da vila escaparam à destruição. Dos registos paroquiais desta freguesia anteriores a 1811 nada sobrou.
Com lugares desta freguesia foram criadas em 1928 as freguesias de Alburitel e Gondemaria e em 1933 a freguesia de Atouguia.

## Demografia
Nota: Nos censos de 1864 a 1960 aparece como Ourém (Nossa Senhora da Visitação). Com lugares desta freguesia foram criadas em 1928 as freguesias de Alburitel e Gondemaria e em 1933 a freguesia de Atouguia.
A população registada nos censos foi:
| Distribuição da população por grupos etários | Distribuição da população por grupos etários | Distribuição da população por grupos etários | Distribuição da população por grupos etários | Distribuição da população por grupos etários |
| -------------------------------------------- | -------------------------------------------- | -------------------------------------------- | -------------------------------------------- | -------------------------------------------- |
| Ano                                          | 0-14 Anos                                    | 15-24 Anos                                   | 25-64 Anos                                   | > 65 Anos                                    |
| 2001                                         | 936                                          | 796                                          | 2689                                         | 786                                          |
| 2011                                         | 794                                          | 611                                          | 2672                                         | 1000                                         |
| 2021                                         | 542                                          | 534                                          | 2356                                         | 1223                                         |

## Património
- Castelo de Ourém ou Paço dos Condes de Ourém
- Antiga Vila de Ourém
- Pelourinho de Ourém
- Cripta e Túmulo de D. Afonso, 4.º Conde de Ourém e 1.º Marquês de Valença na Igreja Matriz de Ourém
- Colegiada
- Capela de Nossa Senhora da Conceição
- Fonte Gótica
- Ruínas da Sinagoga
- Antigos Paços do Concelho

## Personalidades
Foi nesta freguesia, no lugar da Lourinha, que, a 11 de novembro de 1756, nasceu e casou primeira vez com Efigénia Xavier da Fonseca Pinto, onde era Senhora da Quinta da Alcaidaria-Mor, Manuel Vieira da Silva, 1.º Barão de Alvaiázere, Médico do Rei D. João VI de Portugal e sucessor a sua primeira mulher como Senhor da Quinta da Alcaidaria-Mor, que também faleceu nesta freguesia, na Aldeia da Cruz, a 17 de novembro de 1826.